# فندق قصر البستان

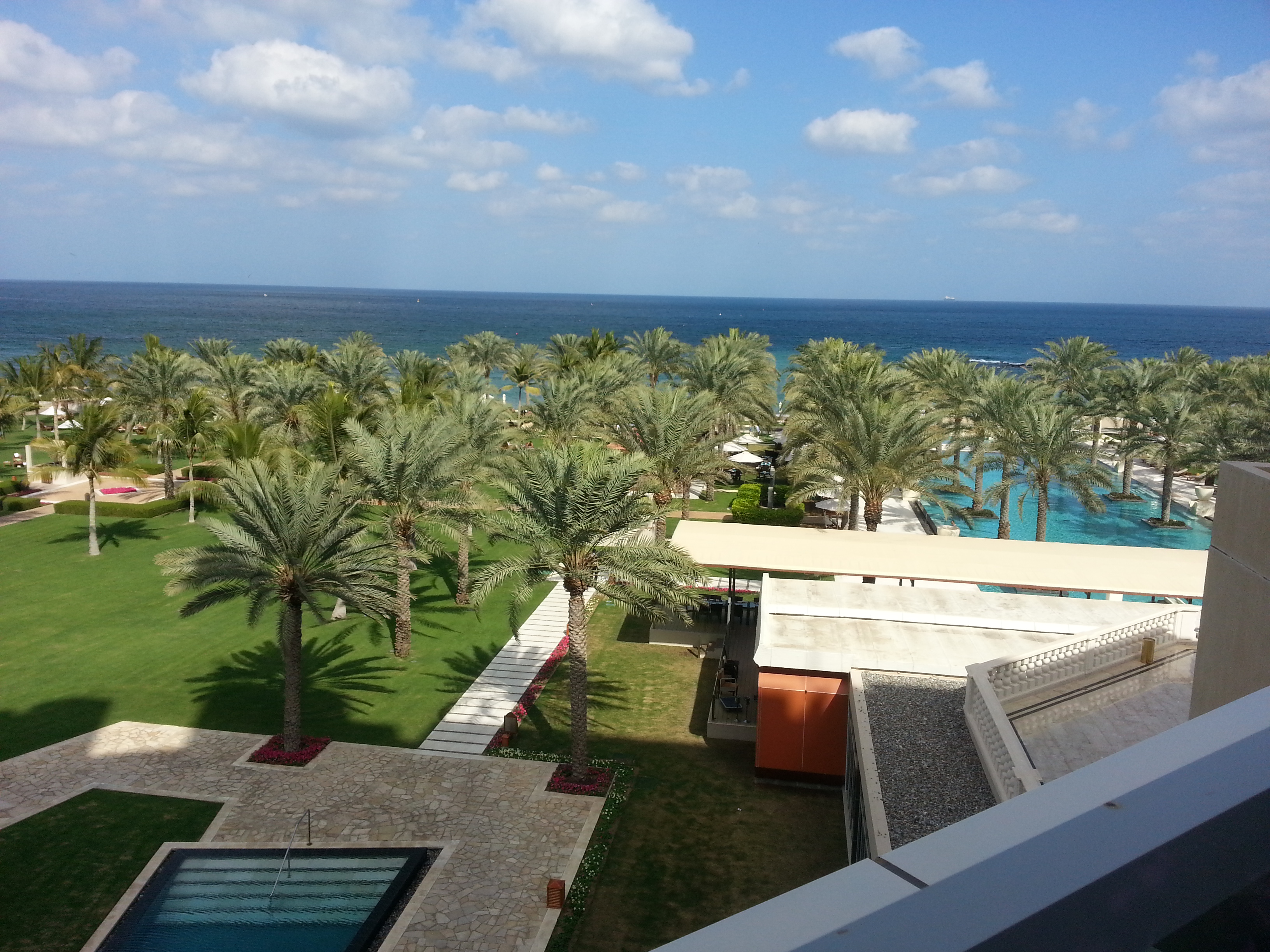
اطلالة الفندق

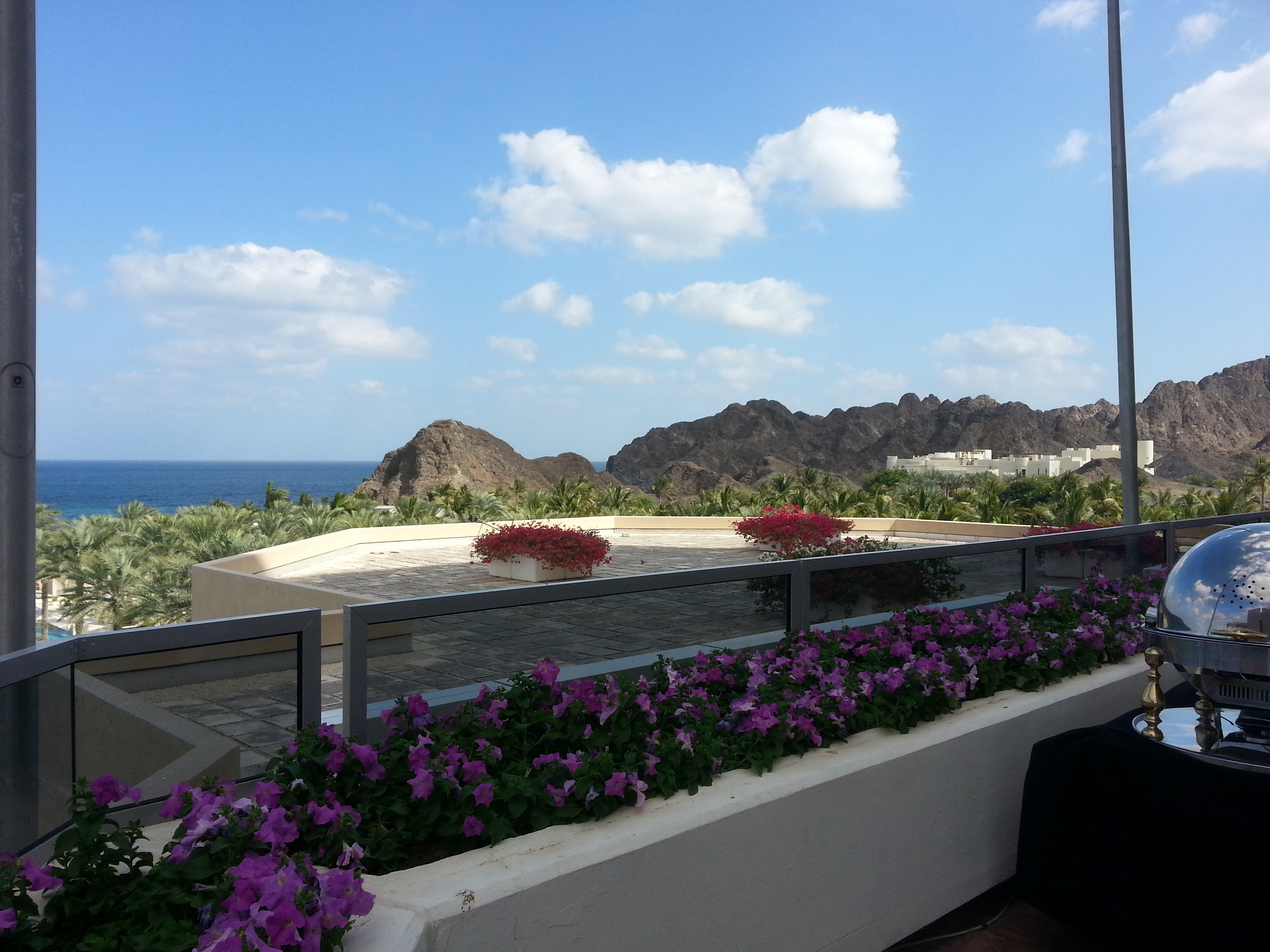
اطلالة الفندق

قصر البستان فندق من بين أكثر الفنادق شهرة في منطقة الخليج العربي والذي أفتتح في الثمانينات من القرن العشرين ليستضيف رؤساء الدول وكبار المسؤولين الذين يأتون إلى سلطنة عمان سواء في زيارات رسمية أو زيارات خاصة. ويصنف فندق قصر البستان على أنه فندق 5 نجوم ويضم في جنباته غرف واسعة وأجنحة متعددة وقاعات للمناسبات.

## موقع الفندق
يقع فندق قصر البستان في منطقة البستان في ولاية مسقط التي تبعد عن مطار مسقط الدولي حوالي عشرين دقيقة بالسيارة، ويطل فندق قصر البستان في موقع إستراتيجي بين الجبال الشهاقة وبحر عمان على شاطئ ذهبي مثالي للإستجمام ويدير الفندق شركة الرينز كارلتون ووزارة السياحة في سلطنة عمان. وبإمكان السائح زيارة الفندق من خلال طريق بوشر مسقط مرورا بولاية مطرح وسوقها في طريق معبد ومزدوج ويمر عبر مناظر سياحية جميلة.

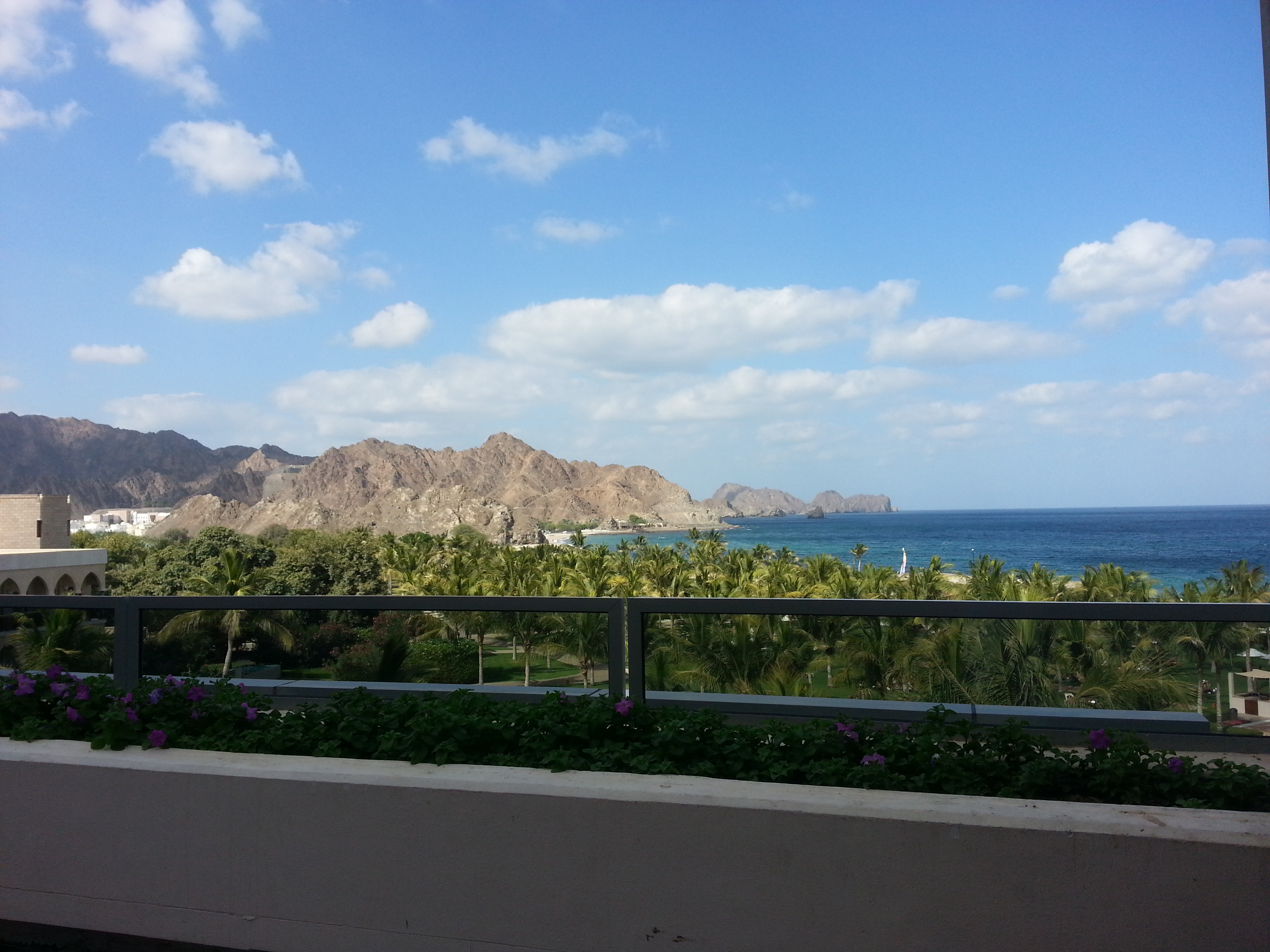
إطلالة خارجية للفندق

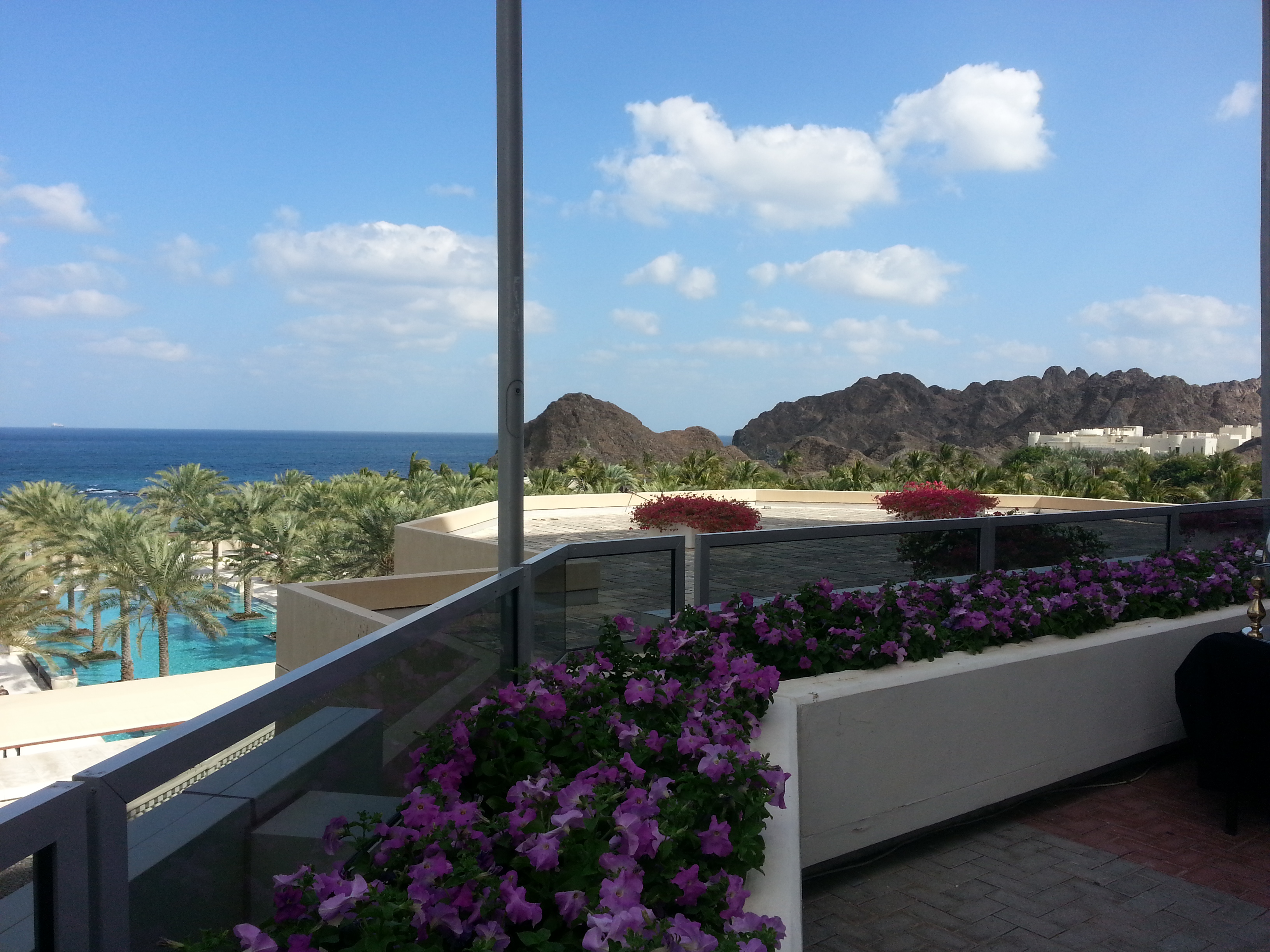
إطلالة الفندق من الخارج

## مكونات الفندق
يضم فندق قصر البستان ما يقارب من 250 غرفة وجناح تتميز بمساحتها الواسعة ونقوشها الفريدة وتتصل فيما بينها بواسطة شرف مطلة على الشاطئ أو مناظر خلابة. الجدير بالذكر أن الفندق يحتوي على قاعات واسعة تتسع لأكثر من 700 شخص ويضم الفندق كذلك مركز للنشاطات الرياضية والثقافية ويحتوي على خمس برك للسباحة ومركز للرياضة البحرية وقرية للتنس تضم أربع ملاعب مضاءاة.

## ضيوف الفندق
يستضيف الفندق بين فترة وأخرى كبار المسؤولين القادمين إلى السلطنة من رؤساء دول ووزراء ومسؤولين، كما أستضاف الفندق في عام 1985 اجتماع القمة الخليجية لرؤساء مجلس التعاون الخليجي بحضور جميع رؤساء مجلس التعاون الخليجي وفي مقدمتهم السلطان قابوس والملك فهد ملك المملكة العربية السعودية الأسبق والشيخ زايد بن سلطان حاكم دولة الإمارات العربية المتحدة السابق والشيخ جابرالصباح أمير الكويت السابق والشخ خليفة بن حمد أمير قطر الأسبق والشيخ عيسى بن سلمان آل خليفة أمير البحرين السابق. كما أستضاف فندق قصر البستان الكثير من المؤتمرات العلمية والورش التدريبية وغيرها من الفعاليات الكبيرة.

بعض وجبات الفندق

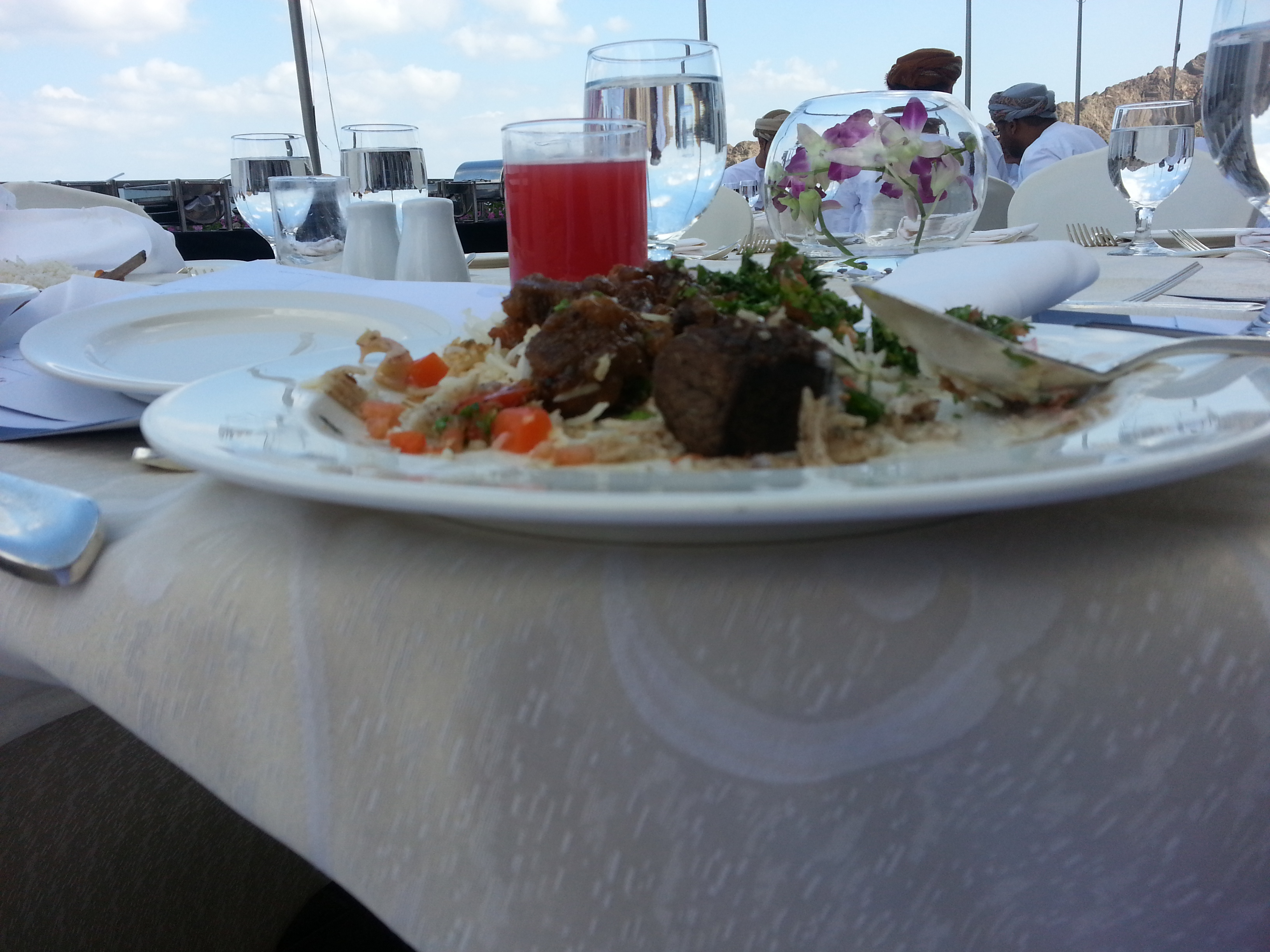
بعض وجبات الفندق

## مطاعم الفندق
يضم فندق قصر البستان سبعة مطاعم ومقاهي متنوعة منها ما تقدم الأكل العماني التقليدي ومنها ما تقدم الوجبات العربية ومنها الآسيوية وغيرها من المطاعم الراقية منها مطعم بسترو مرجان الفرنسي، تشيانا مود، مطعم الخيران وكذلك ردهة المها للبيانو.

## اقرأ أيضا
- مسقط
- مطرح
- معالم من سلطنة عمان
- صور
- صلالة
- صحار
- نزوى